# Le Maître du jeu (film, 1997)
Pour les articles homonymes, voir Le Maître du jeu.
Pour plus de détails, voir Fiche technique et Distribution.
Le Maître du jeu (The Maker) est un film américain réalisé par Tim Hunter, sorti en 1997.

## Synopsis
Josh (Jonathan Rhys-Meyers) est au lycée, il vit avec ses parents adoptifs et est impliqué dans des petits délits avec ses amis. Son grand frère (Matthew Modine) réapparaît après 10 ans d'absence et l'entraîne dans la plus grosse criminalité.

## Distribution
- Matthew Modine (VF : Antoine Tomé)  : Walter Schmeiss
- Mary-Louise Parker : Officier Emily Peck
- Jonathan Rhys-Meyers : Josh Minnell